# رونالد ونتیان
رونالدو ونتیان (انگلیسی: Ronald Venetiaan؛ زادهٔ ۱۸ ژوئن ۱۹۳۶) یک سیاست‌مدار اهل سورینام است.